# سعدالله نصیری قیداری
سعدالله نصیری قیداری (۱۳۳۸ در قیدار) سیاستمدار اصلاح طلب، رییس سابق  دانشگاه شهید بهشتی تهران، نماینده وزیر علوم در هیئت امنای دانشگاه آزاد اسلامی واحد زنجان و دبیر کل سابق کمیسیون ملی یونسکو در ایران می باشد. نصیری معاون سابق حقوقی و پارلمانی وزارت علوم و در دور هشتم مجلس شورای اسلامی نماینده زنجان، طارم بوده‌است. نصیری توانست در هشتمین دوره انتخابات مجلس با کسب ۳۲٫۹۵٪ آرا از حوزه انتخابیه زنجان، طارم به نمایندگی انتخاب شود. وی در انتخابات دور نهم مجلس شورای اسلامی شرکت نکرد. او دارای درجه استادی در رشته فیزیک و از اعضای هیئت علمی دانشگاه شهید بهشتی و رییس سابق این دانشگاه است.

## تحصیلات
او تحصیلات خود را در شهر قیدار آغاز کرد و دوران ابتدایی را دبستان پسرانه حکیم سهروردی قیدار به پایان رساند و در ۱۵ سالگی به شهر زنجان رفت و در سال ۱۳۵۶ دیپلم خود را از دبیرستان صدرجهان زنجان گرفت و در پی آن به جهت علاقه به رشته فیزیک جهت ادامه تحصیل به دانشگاه شیراز رفت. وی در سال ۱۳۶۳ لیسانس خود را گرفت و متعاقب آن در ۱۳۶۷ توانست فوق‌لیسانس خود را با دفاع از پایان‌نامه خود به عنوان وجوه طبیعی نوسانات سیالات در حضور میدان مغناطیسی از همان دانشگاه دریافت کند. او در سال ۱۳۷۱ با تز مکانیک کوانتومی در فضای فاز زمینه دکتری خود را گرفت و در پی آن به عنوان استادیار در دانشگاه شیراز مشغول به تدریس شد.

## حضور در دانشگاه زنجان
او پس از یک سال تدریس در دانشگاه شیراز زمانی که استاد یوسف ثبوتی برای راه اندازی مرکز تحصیلات تکمیلی در علوم پایه زنجان از طرف وزارت علوم مأموریت یافته بود به دانشگاه زنجان منتقل شد و با سمت استادیار مشغول به تدریس شد، او در همان سال به عنوان مدیر گروهی رشته فیزیک در دانشکده علوم دانشگاه زنجان انتخاب شد بعد از دو سال به ریاست دانشکده علوم این دانشگاه رسید و در سال ۱۳۷۴ به عنوان معاون آموزشی دانشگاه زنجان منصوب شد و ۴ سال در این سمت باقی‌ماند. او دوباره در سال ۱۳۸۱ به عنوان ریاست دانشکده انتخاب شد و این بار تا سال ۱۳۸۳ در این سمت بود. او در سال ۱۳۸۲ به مرتبه دانشیاری ارتقا یافت. او همزمان با حضور در دانشگاه زنجان در مرکز تحصیلات تکمیلی در علوم پایه زنجان نیز مشغول به تدریس بود. او در سال بهمن سال ۱۳۸۶ به درجه استاد تمامی رسید. دکتر نصیری از سال ۱۳۹۳ به دانشگاه شهید بهشتی تهران انتقال یافت.
تلاش‌های علمی
او از اعضای مؤسس انجمن نجوم ایران و از سال ۸۲ به مدت ۳ سال به عنوان رئیس انجمن نجوم ایران بود. وی از سال ۷۹ الی ۸۶ مدیریت کمیته مکانیابی طرح رصد خانه ملی ایران را به عهده داشت. از سال ۸۷ تا سال ۹۲ نایب رئیس انجمن فیزیک ایران بود و از سال ۹۲ رئیس انجمن نجوم ایران است. او از اعضای هیئت مؤسس مؤسسه آموزش عالی غیرانتفاعی عبدالرحمان صوفی رازی است. نصیری دارای۴۳ مقاله در مجلات معتبر بین‌المللی و ۴۰ مقاله در مجلات علمی داخل کشور و ۴۵ مقاله در کنفرانسهای علمی داخل و خارج از کشور است.

## انتخابات مجلس
وی اکنون کاندید انتخابات حوزه انتخابیه خدابنده در مجلس دوازدهم  است
او از طرف حزب اعتماد ملی کاندیدای نمایندگی در هشتمین دوره انتخابات مجلس از حوزه انتخابیه زنجان، طارم بود. او توانست در مرحله اول با کسب ۳۲٫۹۵٪ به عنوان کاندیدای اول شهرستان‌های زنجان، طارم به نمایندگی انتخاب شود. در مجلس هشتم وی سخنگوی کمیسیون آموزش و تحقیقات، نایب رئیس فراکسیون دانشگاهیان، مؤسس و رئیس فراکسیون نجوم حرفه‌ای و آماتوری و همچنین مدیر کمیته فرهنگی و اجتماعی فراکسیون خط امام بود.

## معاونت وزارت علوم و نمایندگی وزیر در هیئت امنای دانشگاه آزاد اسلامی
در ۱۰ شهریور ۱۳۹۲ جعفر توفیقی سرپرست وزارت علوم، تحقیقات و فناوری، سعدالله نصیری قیداری را به عنوان معاون حقوقی و پارلمانی وزارت علوم منصوب کرد. در ۲۸ آذر ۱۳۹۲ نیز حمید میرزاده، رئیس دانشگاه آزاد اسلامی، سعدالله نصیری قیداری را به عنوان نماینده وزیر علوم، تحقیقات و فناوری و عضو هیئت امناء دانشگاه آزاد اسلامی منصوب کرد.

## ریاست دانشگاه شهید بهشتی
وزیر علوم، تحقیقات و فناوری در تاریخ ۱۱ شهریور ۱۳۹۸ و در پی استعفای دکتر صدوق رئیس پیشین دانشگاه شهید بهشتی، دکتر سعداله نصیری قیداری را به سمت سرپرست دانشگاه شهید بهشتی منصوب نمود.  در تاریخ ۱۹ آذر ۱۳۹۸ با تایید شورای عالی انقلاب فرهنگی به سمت رییس دانشگاه شهید بهشتی تهران منصوب شد.

## برکناری
در تاریخ ۲۵ آبان ۱۴۰۱ وزیر علوم، تحقیقات و فناوری با صدور حکمی دکتر "سید محمود رضا آقامیری" را به عنوان "سرپرست دانشگاه شهید بهشتی" منصوب کرد. وزیر علوم، همچنین از خدمات سعدالله نصیری قیداری، رئیس سابق دانشگاه شهید بهشتی در زمان تصدی این مسئولیت قدردانی کرد.